# Joaquín Mestre
Joaquín Mestre fue hijo del gobernador del Tucumán, Andrés de Mestre. Se desempeñó como funcionario colonial, llegando en 1810 al cargo de gobernador de la Intendencia de Salta del Tucumán, en el Virreinato del Río de la Plata. Durante este período, nombró como capitán del cuerpo de milicias de La Viña a José Antonio Fernández Cornejo, quien luego sería gobernador de la provincia de Salta.
Simpatizó con las ideas de la Revolución de Mayo y fue allegado a uno de sus impulsores, Nicolás Rodríguez Peña. Por este motivo, fue reemplazado en el cargo por José de Medeiros y luego por Nicolás Severo de Isasmendi.